# 特罗赫特尔芬根
特罗赫特尔芬根（德語：Trochtelfingen，發音：[ˈtʁɔxtl̩ˌfɪŋən] ⓘ）是德国巴登-符腾堡州蒂宾根行政区罗伊特林根县的城市，总面积79.2平方千米，2023年12月31日总人口为6,304人。